# شريوف (تريم)

تعديل مصدري - تعديل

شريوف هي إحدى قرى عزلة تريم بمديرية تريم التابعة لمحافظة حضرموت، بلغ تعداد سكانها 541 نسمة حسب تعداد اليمن لعام 2004.